# Кемп-Деннісон (Огайо)
Кемп-Деннісон (англ. Camp Dennison) — переписна місцевість (CDP) в США, в окрузі Гамільтон штату Огайо. Населення — 384 особи (2020).

## Географія
Кемп-Деннісон розташований за координатами 39°11′47″ пн. ш. 84°17′22″ зх. д. / 39.19639° пн. ш. 84.28944° зх. д. (39.196406, -84.289376).  За даними Бюро перепису населення США в 2010 році переписна місцевість мала площу 1,04 км², уся площа — суходіл.

## Демографія
Згідно з переписом 2010 року, у переписній місцевості мешкало 375 осіб у 161 домогосподарстві у складі 100 родин. Густота населення становила 361 особа/км².  Було 171 помешкання (165/км²).
Расовий склад населення:
| - 75,2 % — білих - 19,5 % — чорних або афроамериканців - 1,3 % — осіб інших рас |

До двох чи більше рас належало 4,0 %. Частка іспаномовних становила 2,4 % від усіх жителів.
За віковим діапазоном населення розподілялося таким чином: 20,8 % — особи молодші 18 років, 66,4 % — особи у віці 18—64 років, 12,8 % — особи у віці 65 років та старші. Медіана віку мешканця становила 46,6 року. На 100 осіб жіночої статі у переписній місцевості припадало 107,2 чоловіків;  на 100 жінок у віці від 18 років та старших — 104,8 чоловіків також старших 18 років.
Середній дохід на одне домашнє господарство  становив 77 309 доларів США (медіана — 65 848), а середній дохід на одну сім'ю — 74 730 доларів (медіана — 66 576). За межею бідності перебувало 18,7 % осіб, у тому числі 44,4 % дітей у віці до 18 років та 20,6 % осіб у віці 65 років та старших.
Цивільне працевлаштоване населення становило 114 особи. Основні галузі зайнятості: освіта, охорона здоров'я та соціальна допомога — 43,0 %, будівництво — 19,3 %, науковці, спеціалісти, менеджери — 8,8 %, публічна адміністрація — 4,4 %.